# 香港作家聯會
香港作家聯會（香港作聯，英文：Hong Kong Writers），是一個由香港作家、文學研究人士與報刊編輯設立的非牟利組織，於1988年1月成立，當時稱為「香港作家聯誼會」。創會會員包括曾敏之、周蜜蜜、潘明珠、潘金英等人。

## 历史
香港作家聯誼會自1992年3月起改名為「香港作家聯會」，並致力於增進會員寫作交流活動以及推動香港文學，現有八百多名會員，也出版刊物《香港作家》。

## 歷任會長
- 劉以鬯（榮譽會長）

1. 曾敏之（1988－？）
2. 潘耀明（現任）、陶然（執行會長）

## 事件
2022年香港作家聯會為慶祝香港回歸祖國25周年籌組“文藝大灣區計劃”。